# Enrique Lacolla
Enrique Lacolla (Tres Arroyos, Argentina, 28 de junio de 1935 - Córdoba, Argentina, 6 de junio de 2024) fue un escritor y periodista argentino. Fue docente de Historia del Cine en la Escuela de Artes de la Universidad Nacional de Córdoba durante 30 años. Formó parte del personal de "La Voz del Interior" a lo largo de 33 años. En 2008 fue alejado del diario, que había entrado a formar parte del grupo Clarín, por discrepancias en torno a la postura del órgano de prensa durante el bloqueo patronal agropecuario. 
Su familia se radicó en Córdoba en 1948.
En el ámbito universitario su actividad estuvo marcada por su labor en la Escuela de Cine y Televisión de la UNC, de la que fue uno de los fundadores. Tuvo a su cargo las cátedras de Historia del Cine y de Crítica Cinematográfica. Se mantuvo en esos puesto hasta el cierre de la Escuela por la dictadura surgida del golpe militar de 1976. Posteriormente, en 1984, volvió a desempeñar esos mismos cargos desde 1984 a 2002. 

## Periodismo
Sus inicios como periodista se dieron en el diario Meridiano en 1958. Tras un breve paso por Radio Nacional, en 1961 se incorporó a los SRT (Servicio de Radio y Televisión de la Universidad Nacional de Córdoba. En 1975 comenzó a trabajar en La voz del Interior. Según sus palabras:
“En 1975 llegué a la Voz del Interior, a días de nacer mi primer hijo Acababa de ser despedido con otros 32 compañeros de los Servicios de Radio y Teledifusión de la Universidad de Córdoba, trabajaba en Cables y salía del diario después de medianoche, caminando por una ciudad peligrosa, con un clima político muy duro y noches sobresaltadas por atentados, tiroteos y controles policíacos.En esos años estuve en Cables y posteriormente me incorporé a la sección arte y espectáculos. Luego fui integrado a la sección editoriales, manteniendo también una columna de análisis político, preferiblemente internacional, pero en ocasiones volcada también al examen de la situación interna del país".[cita requerida]

## Salida de La voz del Interior
Tras jubilarse en 2000, Lacolla pasó a desempeñarse como colaborador externo, asumiendo las mismas responsabilidades como columnista que las que había tenido durante su permanencia en el staff de La Voz. Tras la adquisición del diario por el Grupo Clarín, su situación en el órgano de prensa se tornó complicada, pues la línea editorial de este se había hecho mucho más rígida y pocas ocasiones había para practicar el disenso. En ocasión de la censura por el diario de una nota titulada "La sedición del 'campo'", posteriormente difundida por Internet, se precipitó el conflicto. En ese momento la empresa decidió reducir al mínimo el aporte editorial del periodista,  y planteándole un cerrojo intelectual que lo obligaba a ceñirse estrictamente al orden y le vetaba cualquier opinión independiente en los temas que el diario estimaba intocables. Ante esta situación, que en la práctica equivalía a una virtual separación, Lacolla decidió cortar el vínculo que por tantos años lo había unido al principal medio de prensa cordobés. 
En su artículo La sedición del "campo", Lacolla entre otras cosas critica el lugar de la televisión privada en el conflicto, expresando:

(...)Estamos en presencia de un intento de desestabilizar la situación política que puede estar dirigido, inclusive, al derrocamiento del gobierno. Muchos de los participantes de la manifestación nocturna del martes pasado, hasta cierto punto orquestada por la televisión privada, deben haber pensado en reeditar la pueblada del 19 de diciembre de 2001. No toman en cuenta, sin embargo, que por entonces se estaba en un país envuelto en una auténtica crisis, mientras que hoy ésta es artificial y determinada por un lock out patronal derivado del apetito por una mayor apropiación de las ganancias. La diferencia es esencial y pone un límite a la protesta. Esta sólo podrá prosperar si el gobierno nacional depone sus responsabilidades y no articula una respuesta. Es hora de que la encuentre.

## Orientación política
Enrique Lacolla tiene como referentes intelectuales han sido o son, entre otros, figuras como Aurelio Narvaja, Jorge Abelardo Ramos, Juan José Hernández Arregui, Jorge Enea Spilimbergo, Alfredo Terzaga y Norberto Galasso.[cita requerida]

## Premios
Enrique Lacolla fue ganador de la segunda edición del Premio provincial Consagración Letras de Córdoba 2005, que la Agencia Córdoba Cultura entrega cada dos años en reconocimiento a quienes por su trayectoria se han distinguido “en el mundo de las ideas genuinas”.
En el año 2010 recibió el Premio Oscar Garat, discernido por la Escuela de Ciencias de la Información de la Facultad de Derecho de la Universidad Nacional de Córdoba, por "su trayectoria, excelencia y compromiso con el periodismo". 

### Libros Publicados
- Cine épico e historia (1970)
- El oficio de ver (1998)
- Contra el viento (2002)
- El Cine en su época: una historia política del filme (2003)
- El siglo violento: una lectura latinoamericana de nuestro tiempo (Caminopropio, 2005).
- Apuntes de Ruta (2006)
- Después de hora (2012)
- 1914-1918 - La fractura (2014)